# Dorypetalum bosniense
Dorypetalum bosniense är en mångfotingart som först beskrevs av Karl Wilhelm Verhoeff 1897.  Dorypetalum bosniense ingår i släktet Dorypetalum och familjen Dorypetalidae. Inga underarter finns listade i Catalogue of Life.